# Celebraremos com Júbilo
Celebraremos com Júbilo é o álbum de estreia da dupla Donald Stoll e Asaph Borba, lançado em 1978 de forma independente.
Considerado, em uma publicação, por vários historiadores, músicos e jornalistas, como o 4º maior álbum da música cristã brasileira, a obra foi o primeiro registro totalmente dedicado a canções congregacionais no Brasil. No entanto, o disco foi gravado em estúdios nos Estados Unidos.

## Faixas
Lado A
1. "Celebraremos com Júbilo"
2. "Cantarei para Sempre"
3. "Bendizei ao Senhor"
4. "Bendito seja Deus"
5. "Oh! Vinde Cantemos"
6. "Graças Te Rendemos"
7. "Aleluia"

Lado B
1. "Como a Palmeira"
2. "Deus nos Escolheu"
3. "Selah!"